# Stříbro-oxidový článek

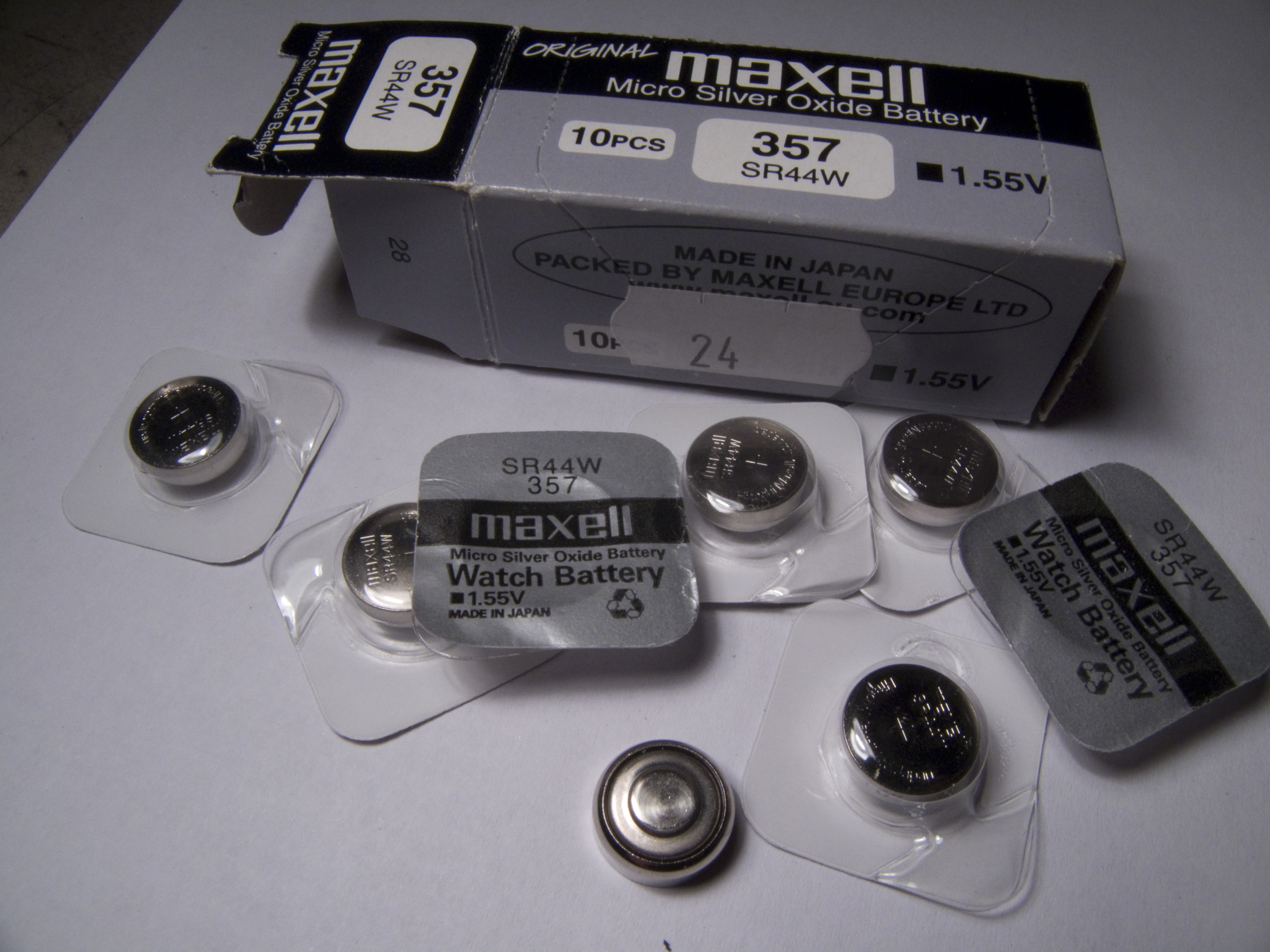
Stříbro-oxidové články.

Stříbro-oxidový článek či stříbrný článek je druh primárního (nenabíjecího) galvanického článku založeného na reakci mezi oxidem stříbrným a zinkem.
Jeho jmenovité napětí je 1,55V
Stříbro-oxidové články mají vysokou kapacitu, životnost, limitujícím faktorem pro jejich častější použití je vysoká cena stříbra v nich obsaženém- proto jsou nejčastěji používány ve velikostech knoflíkových článků v hodinkách, kalkulačkách, naslouchátkách, laserových ukazovátkách a podobných malých zařízeních, kde objem stříbra nehraje významnou roli v koncové ceně. Ve větších velikostech jsou užívány pouze například v armádě v torpédech Mark 37.

## Chemické děje
Katoda (kladný pól) je tvořena oxidem stříbrným, anoda (záporný pól) zinkem. Elektrolytem je hydroxid sodný (NaOH) nebo hydroxid draselný (KOH) ve vodném roztoku. 
Chemické děje probíhající v baterii popisuje následující rovnice.

### KOH/NaOH
Zatímco verze s hydroxidem sodným má vyšší energetickou hustotu, verze s hydroxidem draselným je schopna dodávat vyšší proudy (vhodné například pro LCD digitální hodinky s podsvícením displeje) 

## Obsah rtuti
V dřívější době byla vyráběna zinková elektroda ze slitiny zinku a malého množství rtuti. Bylo to z důvodu omezení koroze elektrody a vývinu plynů uvnitř článku. Přijetím směrnice RoHS bylo nutno rtuť eliminovat a proto výrobci nyní používají jiné technologie pro zabránění vývinu plynů uvnitř článků.

## Charakteristika
Ve srovnání s dříve používanými rtuťovými články má vyšší napětí (1,55V), což může být problém pro některé spotřebiče počítající se rtuťovými články.
Vybíjecí křivka je mnohem rovnější, než v případě alkalických článků (při vybíjení se napětí drží dlouho na stejné hodnotě a pak prudce klesne, zatímco u alkalických se postupně snižuje).

## Historie
Až do objevu lithiových článků měly stříbro-oxidové články nejvyšší známou energetickou hustotu.
Původně byly vyvinuty pro letectvo. Použity byly i v misích Apollo- Lunar Rover byl napájen baterií článků o napětí 36V a kapacitě 121Ah s KOH elektrolytem.